# Liste der Monuments historiques in Villeron
Die Liste der Monuments historiques in Villeron führt die Monuments historiques in der französischen Gemeinde Villeron auf.

## Liste der Bauwerke
| Bezeichnung         | Beschreibung                                                                                         | Standort                     | Kennzeichnung | Schutzstatus   | Datum     | Bild           |
| ------------------- | --- | ---------------------------- | ------------- | -------------- | --------- | -------------- |
| Grange de Vaulerent | Grangie des Klosters Chaalis, erbaut im 13. Jahrhundert; mit Brunnen, Kellerngewölben und Taubenturm | südwestlich des Ortes (Lage) | PA00080231    | Classé Inscrit | 1889 1990 | weitere Bilder |

## Liste der Objekte
- Monuments historiques (Objekte) in Villeron in der Base Palissy des französischen Kultusministeriums